# Капралиха
Капралиха — село в Армизонском районе Тюменской области России. Административный центр Капралихинского сельского поселения.

## География
Село находится в южной части Тюменской области, в лесостепной зоне, в пределах Ишимской равнины, на расстоянии примерно 34 километров (по прямой) к северо-западу от села Армизонское, административного центра района. Абсолютная высота — 146 метров над уровнем моря.
Климат резко континентальный с теплым летом и суровой холодной зимой. Годовое количество осадков — 310 мм. Средняя температура января составляет −18,2 °C, июля — +18,1 °C.

### Часовой пояс
Село Капралиха, как и вся Тюменская область, находится в часовой зоне МСК+2. Смещение применяемого времени относительно UTC составляет +5:00.

## Население
| 1989 | 2002 | 2010 |
| ---- | ---- | ---- |
| 572  | ↘284 | ↘252 |

Гендерный состав
По данным Всероссийской переписи населения 2010 года в гендерной структуре населения мужчины составляли 48,8 %, женщины — соответственно 51,2 %.
Национальный состав
Согласно результатам переписи 2002 года, в национальной структуре населения русские составляли 85 % из 284 чел.

## Инфраструктура
Действует школа с 1-5 класс, группа кратковременного пребывания,фельдшерско-акушерский пункт, администрация,сельский клуб, библиотека, почтовое отделение и один рабочий магазин.

## Улицы
Уличная сеть села состоит из трёх улиц.